# سدریک گراند
سدریک گراند (انگلیسی: Cédric Grand؛ زادهٔ ۱۴ ژانویهٔ ۱۹۷۶) از ورزشکاران و مدال‌آوران در بازی‌های المپیک زمستانی اهل سوئیس است.